# Maria Caulfield
Pour les articles homonymes, voir Caulfield.
Maria Colette Caulfield, née le 6 août 1973, est une femme politique britannique, membre du Parti conservateur et une infirmière.
Elle est députée pour Lewes de 2015 à 2024. Elle est Sous-secrétaire d'État parlementaire à la Santé mentale et à la Stratégie pour la santé des femmes du le 27 octobre 2022 au 5 juillet 2024, dans le gouvernement Sunak. 

## Début de carrière
Maria Caulfield est né le 6 août 1973 de parents irlandais et grandit à Wandsworth, Londres. Son père est d'une famille de paysans, mais après son émigration, travaille dans le bâtiment, tandis que sa mère est infirmière.
Alors que Caulfield est adolescente, sa mère est morte d'un Cancer du sein. Après avoir quitté l'école, elle devient infirmière au NHS,. Elle se spécialise dans la recherche sur le cancer et déménage sur la côte sud de l'Angleterre où elle travaille au Royal Sussex County Hospital et au Princess Royal Hospital, puis au Royal Marsden. Elle s'implique avec le Parti Conservateur après avoir rejoint une campagne pour sauver les hôpitaux locaux dans la zone de Brighton.

## Carrière politique
Elle est élue avec une voix d'avance en 2007, comme membre du conseil municipal de Brighton, pour la paroisse de Moulsecoomb, bastion travailliste. Elle s'occupe du logement. En 2011, elle perd son siège au profit du Parti Travailliste par plus de 600 voix.
En 2010, elle se présente sans succès dans la circonscription de Caerphilly un siège sûr du Labour et est battue par David Wayne. Elle est en lice pour la candidature Tory pour Gosport l'année précédente et est critiquée par ses rivaux, qui affirment qu'elle devrait se concentrer sur son travail au conseil de Brighton,.
Pendant plusieurs années, elle occupe le poste de vice-présidente régionale pour le Sud-Est, pour les Conservateurs et est coordinatrice de la NO2AV de la campagne de 2011, dans la AV référendum. En 2013, elle est sélectionnée pour la circonscription de Lewes, et en 2015, elle bat le sortant du parti Libéral-Démocrate Norman Baker. Elle a été réélue en 2017.
Elle prend parti pour le brexit lors du Référendum sur l'appartenance du Royaume-Uni à l'Union européenne.
Catholique pratiquante,, elle soutient l'abaissement du délai pour pratiquer un avortement,.
Le 8 janvier 2018, Caulfield est nommée vice-présidente du parti pour les Femmes, ce qui est vivement critiqué par les groupes féministes, y compris au sein du parti, jusqu'à sa démission le 10 juillet 2018, en signe de protestation contre la stratégie sur le Brexit de la Première ministre Theresa May.
Elle est Whip adjointe du 16 décembre 2019 au 17 septembre 2021, Sous-secrétaire d'État parlementaire à la Sécurité des patients et aux Soins primaires du 16 septembre 2021 au 7 juillet 2022, Ministre d'État à la Santé du 7 juillet au 7 septembre 2022 et Sous-secrétaire d'État parlementaire à la Santé mentale et à la Stratégie pour la santé des femmes et aux droits des femmes depuis le 28 octobre 2022.

## Vie personnelle
Elle vit avec son mari Steve Bell, un ex-militaire et ex-entrepreneur, qui travaille maintenant comme son chef de Bureau. Il est également Conseiller de la Ville de Brighton et Hove et est président (2015-16) de la convention du Parti conservateur (Royaume-Uni), chargé de l'organisation des militants du parti Elle est également membre de la Conservatrice de la Fraternité Chrétienne.